# Brink (Oberhausen)
Brink ist kleiner Ortsteil im Norden von Oberhausen, der statistisch zum Stadtteil Walsumermark zählt, der Ende 2012 rund 850 Einwohner zählte und eine Fläche von 183 ha umfasst.

## Geographie
Brink liegt unmittelbar an der Autobahnauffahrt Dinslaken-Süd der A3. Östlich von Brink liegt der Hirschkamper Wald, deshalb wird dieser Ortsteil häufig auch einfach Oberhausen-Hirschkamp genannt.

## Geschichte
In Brink, und zwar im Bereich der heutigen Grenze zwischen Oberhausen und Dinslaken, wurde eine Mergelgrube betrieben.
Ab 1905 gehörte Brink zur Bürgermeisterei Hiesfeld. 1917 kam das Gebiet zu Sterkrade, das seinerseits 1929 in Oberhausen aufging.
1969 wurde in Brink das Friedensdorf Oberhausen eröffnet.

## Verkehr
Mit der Buslinie 954 des Verkehrsverbundes Rhein-Ruhr ist Brink an das Nahverkehrsnetz angeschlossen. Die Haltestelle „Brink Nordschacht“ erinnert an den zwischen 1963 und 1967 abgeteuften ehemaligen Wetterschacht der Zeche Osterfeld an der Gabelstraße, dessen Tagesanlagen im Jahr 2007 abgerissen wurden.
| Linie | Verlauf | Takt (Mo–Fr) |
| ----- | --- | ------------ |
| 954   | Walsumermark Hirschkamp – Neuköln – Brink – Walsumermark Eichsfeldstr. – Schmachtendorf – Waldhuck – Barmingholten – OB-Holten Bf – Holten Markt – Biefang Dienststraße – Buschhausen Friesen-/Beerenstraße – OB-Sterkrade Bf | 30 min       |